# Нићифор Комнин (брат цара Алексија I)
Нићифор Комнин (Νικηφόρος Κομνηνός)    ) је био византијски аристократа, млађи брат византијског цара Алексија I Комнина, након чијег ступања на престо је добио престижну титулу севаста и постаје заповедник флоте .
Нићифор Комнин је био најмлађи син Јована Комнина и Ане Даласине.   Тачна година његовог рођења није позната, али се претпоставља да је рођен око 1062.  Хроника Нићифора Вријенија помиње да су Манојло, Исак, Алексије, Адријан и Нићифор пет синова Јована Комнина и Ане Даласине. Исти извор прецизира да су након смрти оца, Адријана и његовог брата Нићифора мајка поверила учитељима и стекли су веома добро образовање. 
У Алексијади, Ана Комнина извештава да је цар Алексије I Комнин, након што је ступио на престо, именовао свог најмлађег брата Нићифора за великог друнгарија у морнарици и доделио му титулу севаста.  То потврђује и печат са натписом Нићифор Комнин, севаст . 
О животу и каријери Нићифора Комнина ништа се више не зна. Од браће цара Алексија I, Нићифор је онај о коме историјски извори садрже најмање података. Нема чак ни одређених података да је као велики друнгарије флоте вршио ефикасну командну активност која одговара другом најважнијем поморском чину којим га је његов брат почастио, тим пре што је после 1087. године командовање флотом поверено евнуху. Евстатију Киминиану, који је именован за великог друнгарија флоте око 1101/1102.   Ово сугерише да је Нићифор Комнин или уклоњен са ове дужности из непознатих разлога или је делио положај са Киминијаном.
Нема прецизних података ни о години смрти Нићифора Комнина. Последњи податак о њему односи се на јануар 1120. године, када је донео одлуку у корист Атонског манастира Лавре, али се помиње у једном манастирском акту из 1181. године 
Неки научници сматрају да је од октобра 1136. године Нићифор Комнин још увек био жив, о чему сведочи одломак из типика Пантократоровог манастира из 1136. године који помиње великог друнгарија Нићифора, а да Нићифор Комнин није помињан у споменику преминулих сродника в. Јован II Комнин, смештен у исти тип. Неки аутори чак везују годину његове смрти са 1143. када је севаст Константин Комнин, син севастократора Исака Комнина, постављен за великог друнгарија.  
Други аутори не налазе разлога да верују да је Нићифор Комнин био жив 1136. године, пошто га није могуће категорички поистоветити са неименованим великим друнгаријем Нићифором типика Пантократор, неименованим по презимену, тим пре што се у документу под великим друнгаријем може означавају и положај великог друнгарија вигле . Штавише, претпоставља се да је Константин Комнин био постављен и за великог друнгарија вигле, због чега се не може категорички сматрати директним наследником Нићифора Комнина као великог друнгарија флоте. 
У споменику сродника царице Ирине, који се налази у литургијском типику манастира Христа Човекољубца, 18. јул је назначен као датум помена севаста Нићифора, царевог брата . 

## Породица
Нићифор Комнин је био ожењен непознатом женом. Од ње је имао децу:
- ћерка, удата за Григорија Бакуријанија Млађег, унука Григорија Бакуријанија ; [10]
- Алексије Комнин, Севаст [11]